# Benzthiazid
Benzthiazid ist eine chemische Verbindung aus der Gruppe der Thiadiazine und ein Arzneistoff aus der Gruppe der Thiaziddiuretika.

## Gewinnung und Darstellung
Benzthiazid kann durch mehrere mehrstufige Verfahren (zum Beispiel ausgehend von 1,3-Disulfamoyl-4-chlor-6-fluorbenzol) gewonnen werden.

Benzthiazid Synthese

## Eigenschaften
Benzthiazid ist ein Feststoff mit einer monoklinen Kristallstruktur mit der Raumgruppe P21/a (Raumgruppen-Nr. 14, Stellung 3) mit den Gitterparametern a = 10,726 Å; b = 9,0275 Å, c = 18,333 Å und β = 97,24 ° sowie 4 Formeleinheiten pro Elementarzelle.

## Verwendung
Benzthiazid wird als mittellang wirkendes Thiaziddiuretikum verwendet und peroral verabreicht. Die Verbindung wird jedoch nur noch selten zur Ausschwemmung von Ödemen und zur Behandlung der Hypertonie eingesetzt. Benzthiazid leitet sich strukturell von Chlorothiazid ab und wirkt etwa 10 bis 20 mal stärker diuretisch als dieses. Die Verbindung hemmt die Natrium-Rückresorption im distalen Tubulus und auch die Carboanhydrase. Die Nebenwirkungen (Hypokaliämie) entsprechen dem anderer Thiazide. Seit 1988 ist die Verbindung bei Olympischen Spielen und seit 1994 allgemein im Sport als Dopingmittel eingestuft. Die Verbindung wurde 1959 bei Pfizer erstmalig synthetisiert.